# Lind (Oberviechtach)

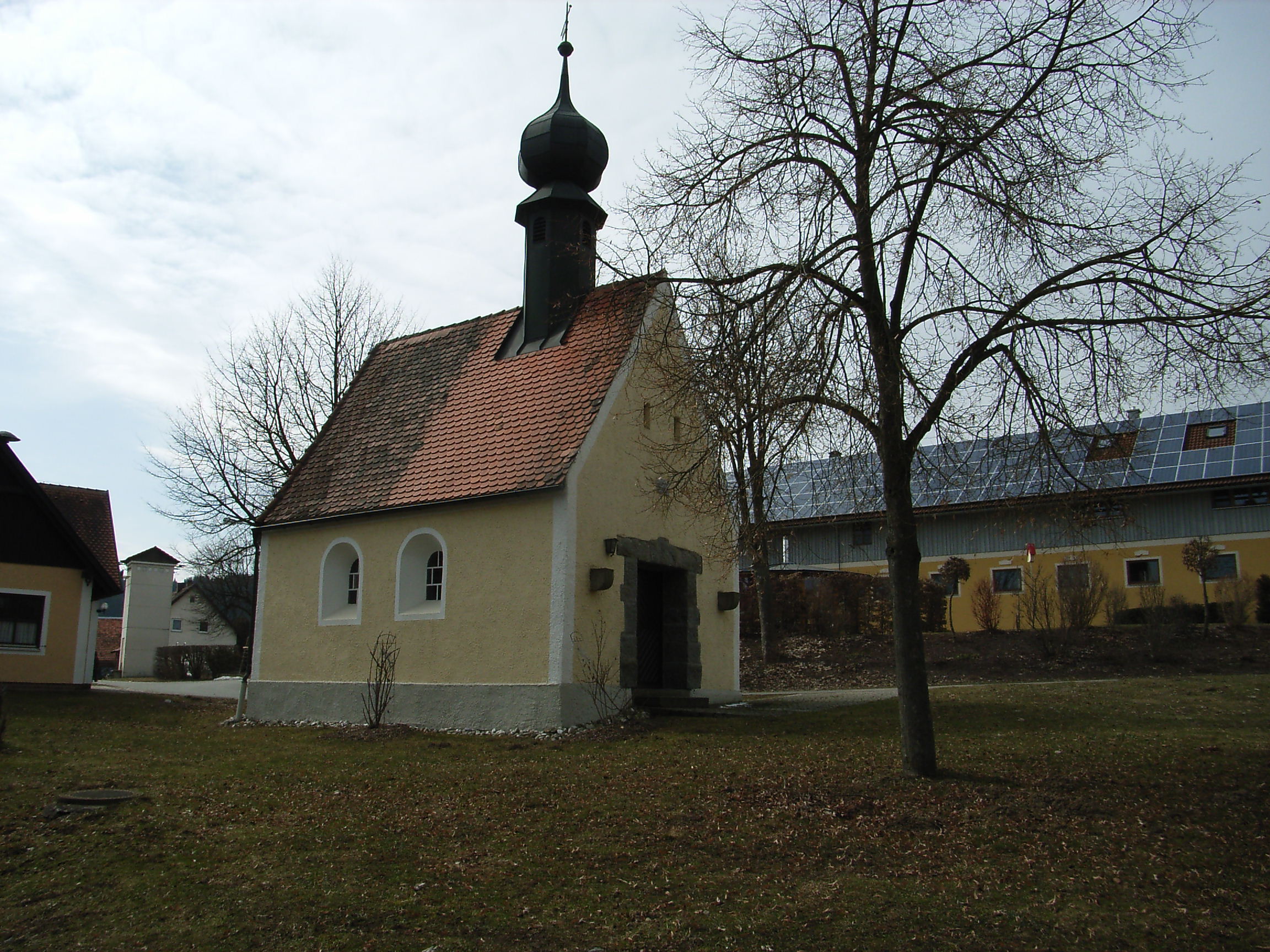
Kapelle in Lind

Lind ist ein Ortsteil der Stadt Oberviechtach im Oberpfälzer Landkreis Schwandorf in Bayern.

## Geographische Lage
Das Dorf Lind liegt zwischen Oberviechtach und Gaisthal an der Staatsstraße 2160, die etwa drei Kilometer östlich von Oberviechtach von der Staatsstraße 2159 nach Süden abzweigt.

## Geschichte
Lind wurde 1285 im Herzogsurbar als Besitz von Herzog Ludwig II. von Oberbayern erstmals schriftlich erwähnt.
In den Musterungsprotokollen von 1587 wird Lind als eigenständige Gemeinde aufgeführt. Lind war eine Landgemeinde im Landgericht Oberviechtach des Bezirksamts Neunburg vorm Wald und wurde 1900 in das neu gebildete Bezirksamt Oberviechtach, den Vorläufer des Landkreises Oberviechtach, umgegliedert. Zum 1. Januar 1972 wurde die Gemeinde mit allen Ortsteilen nach Oberviechtach eingemeindet.
Zum Stichtag 23. März 1913 (Osterfest) wurde Lind als Teil der Pfarrei Oberviechtach mit 15 Häusern und 102 Einwohnern aufgeführt.
1969 war Lind eine Gemeinde mit 190 Einwohnern, zu der neben dem Dorf Lind auch Bruderbügerl, Herzoghof, Hornmühle, Schönthan, Werneröd und Ziegelhäusl gehörten.

## Kultur und Sehenswürdigkeiten
An Lind vorbei führt ein Radweg, der auf der ehemaligen Eisenbahnlinie von Schönsee nach Nabburg führt.